# Maisnil-lès-Ruitz
Maisnil-lès-Ruitz é uma comuna francesa na região administrativa de Altos da França, no departamento de Pas-de-Calais. Estende-se por uma área de 5,56 km². Em 2010 a comuna tinha 1 711 habitantes (densidade: 307,7 hab./km²).